# Thomas Kruithof
Thomas Kruithof (1976) è un regista e sceneggiatore francese.

## Biografia
Si fa notare col suo primo lungometraggio, il thriller spionistico La meccanica delle ombre (2016), con protagonista François Cluzet. Nel 2021 il suo secondo film La promessa - Il prezzo del potere, con protagonista Isabelle Huppert, ha concorso ad Orizzonti alla 78ª Mostra internazionale d'arte cinematografica di Venezia.

## Filmografia
- Rétention – cortometraggio (2013)
- La meccanica delle ombre (La Mécanique de l'ombre) (2016)
- La promessa - Il prezzo del potere (Les Promesses) (2021)